# American Gangster
American Gangster är rapparen Jay-Z:s tionde studioalbum som kom ut 2007.

## Låtlista
1. "Intro"
2. "Pray"
3. "American Dreamin'"
4. "Hello Brooklyn 2.0"
5. "No Hook"
6. "Roc Boys (And the Winner Is)..."
7. "Sweet"
8. "I Know"
9. "Party Life"
10. "Ignorant Shit"
11. "Say Hello"
12. "Success"
13. "Fallin'"
14. "Blue Magic"
15. "American Gangster"